# Nova Sparsa
Nova Sparsa (łac. Novasparsensis) – stolica historycznej diecezji we Cesarstwie rzymskim w prowincji Numidia zlikwidowana w VII w. podczas ekspansji islamskiej, współcześnie w północnej Algierii. Obecnie katolickie biskupstwo tytularne. 

## Biskupi tytularni
| Lp. | Biskup                    | Funkcja                                                                      | Od                   | Do                  |
| --- | ------------------------- | ---------------------------------------------------------------------------- | -------------------- | ------------------- |
| 1   | Jerome Arthur Pechillo    | prałat terytorialny Coronel Oviedo (Paragwaj) biskup pomocniczy Newark (USA) | 20 października 1965 | 1 stycznia 1991     |
| 2   | John Boles                | biskup pomocniczy Bostonu (USA)                                              | 14 kwietnia 1992     | 9 października 2014 |
| 3   | Ernesto José Romero Rivas | wikariusz apostolski Tucupita (Wenezuela)                                    | 7 kwietnia 2015      |                     |